# MacMillan (kráter)

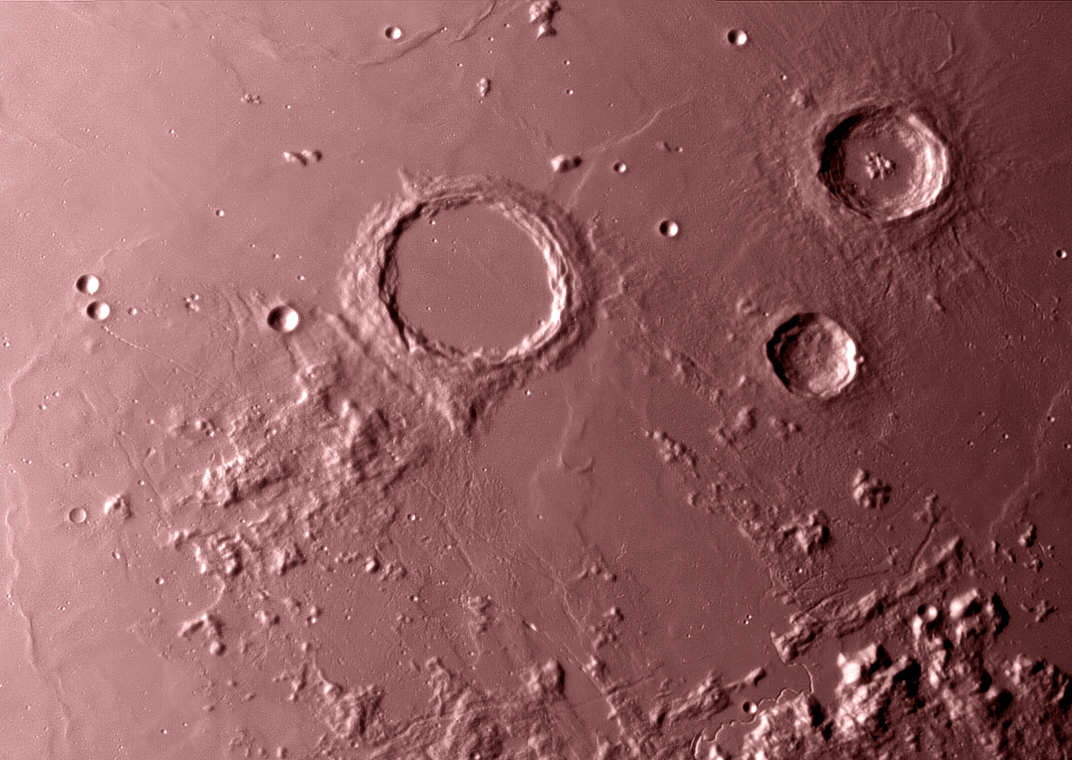
Na levém okraji fotografie se nachází dvojice kráterů Feuillée (horní kráter) a Beer, pod nimi lze vidět nenápadný kráter MacMillan (fotografie není orientována severojižním směrem). Velký kráter přibližně uprostřed je Archimedes.

MacMillan je měsíční impaktní kráter nacházející se ve východní části Mare Imbrium (Moře dešťů) poblíž jihozápadního okraje pohoří Montes Archimedes na přivrácené straně Měsíce. Má průměr 7,5 km a je hluboký 360 m, pojmenován je podle amerického matematika a astronoma Williama Duncana MacMillana. Než jej v roce 1976 Mezinárodní astronomická unie přejmenovala na současný název, nesl kráter označení Archimedes F.
Západo-severozápadně od něj leží výrazný kráter Timocharis, severo-severozápadně pak dvojice kráterů Feuillée a Beer. Západně leží malý kráter Pupin, jiho-jihozápadně zatopený kráter Wallace. Severo-severovýchodně lze nalézt kráter Bancroft.